# جاك ألبرتو نغويم
جاك ألبرتو نغويم (بالفرنسية: Jacques Alberto)‏ هو لاعب كرة قدم كاميروني في مركزي الهجوم والوسط، ولد في 3 أغسطس 1992 في دوالا في الكاميرون. لعب مع فوكيكوس ونادي أتروميتوس.

## وصلات خارجية
- جاك ألبرتو نغويم على موقع قاعدة بيانات كرة القدم.إي يو (الإنجليزية)
- جاك ألبرتو نغويم على موقع Soccerway.com (الإنجليزية)
- جاك ألبرتو نغويم على موقع عالم كرة القدم.نت (الإنجليزية)